# Al-Mathaf
Die ägyptische Wochenzeitschrift al-Mathaf (arabisch المتحف, DMG al-Matḥaf, „Das Museum“) wurde 1894 in Alexandria herausgegeben. Herausgeber und Besitzer waren Yaʿqūb und Qusṭanṭīn Nawfal. Trotz ihres Namens beschäftigt sich die Zeitschrift inhaltlich nicht mit Artefakten. Sie bezeichnet sich selbst als Nachrichtenmagazin, das über Wissenschaft, Wirtschaft und Kunst berichtet.